# Sherry Rehman
Shehrbano Rehman ou Sherry Rehman (en ourdou : شیری رحمان), née le 21 décembre 1960 à Karachi, est une femme politique pakistanaise membre du Parti du peuple pakistanais. 
Députée de l'Assemblée nationale de 2002 à 2011, elle est brièvement ministre de l'Information de 2008 à 2009 dans le gouvernement de Youssouf Raza Gilani. Elle abandonne son siège pour devenir ambassadrice du Pakistan aux États-Unis de 2011 à 2013. Elle est élue sénatrice en mars 2015 et réélue en 2021. En avril 2022, elle devient ministre du Changement climatique.

## Vie personnelle
Sherry Rehman est née le 21 décembre 1960 à Karachi, dans la province du Sind. Son père était un juriste et sa mère a été vice-présidente de la Banque d'État du Pakistan. Sherry Rehman est diplômée du Smith College et de l'université du Sussex en histoire de l'art et en science politique. 
Elle entame ensuite une carrière de près de vingt ans en tant que journaliste. Elle est notamment directrice de la rédaction de The Herald, journal pakistanais de langue anglaise. De 1988 à 1998, elle est membre du conseil pakistanais des éditeurs de journaux. 

## Carrière politique

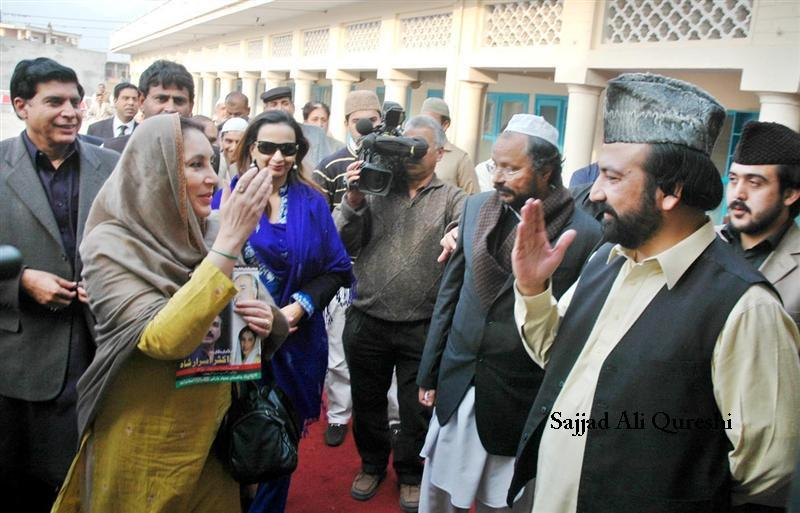
Sherry Rehman accompagnant Benazir Bhutto lors de sa campagne pour les élections législatives de 2008.

Sherry Rehman a été députée à l'Assemblée nationale de 2002 à 2011. Elle occupe alors l'un des soixante sièges expressément réservés aux femmes et elle n'a donc pas été directement élue. Elle devient notamment l'une des rares femmes non-voilées membres du Parlement. Elle introduit des propositions de lois contre les crimes d'honneur et les violences domestiques ainsi qu'en faveur des droits de la presse, des droits des femmes et de la discrimination positive. 
En mars 2008, alors que le Parti du peuple pakistanais (PPP) vient de remporter les élections législatives, elle est nommée ministre de l'Information. Elle démissionne le 14 mars 2009 en signe de protestation contre des restrictions imposées aux médias.
À la suite de l'affaire du « mémo » de l'ambassade du Pakistan aux États-Unis, Husain Haqqani doit démissionner et Sherry Rehman est nommée à sa place au poste d'ambassadeur le 23 novembre 2011. Alors que gouvernement civil et pouvoir militaire semblent s'affronter dans cette crise, Sherry Rehman aurait été choisie pour ses bonnes relations avec l'armée. Elle doit alors abandonner son siège de députée. Elle cesse ses fonctions d'ambassadrice en mai 2013, quand son parti quitte le pouvoir. 
En mars 2015, elle est élue sénatrice pour un mandat de six ans. Le 22 mars 2018, elle est élue à la tête de l'opposition au Sénat et devient la première femme à occuper ce poste. Elle perd toutefois ce poste dès le 26 août 2018 au profit de Raja Zafar ul Haq, quand la Ligue musulmane du Pakistan (N) devient le principal parti de l’opposition. En mars 2021, elle est réélue pour un nouveau mandat de six ans.
Le 19 avril 2022, elle est nommée ministre du Changement climatique dans le gouvernement de coalition de Shehbaz Sharif, avec neuf membres de son parti. Remplaçant Zartaj Gul, elle est chargée de la politique de reforestation et annonce sa volonté de bannir les bouteilles plastiques dans son ministère. 

## Prises de positions
Au cours de l'affaire Asia Bibi, Sherry Rehman défend avec quelques autres membres de son parti cette femme chrétienne, condamnée à mort en novembre 2010 pour blasphème, une affaire très polémique dans le pays. À ce titre, Sherry Rehman dépose un projet d'amendement de la loi interdisant le blasphème à l'Assemblée nationale, ce qui lui vaut plusieurs menaces de mort de la part de mouvements islamistes. Elle propose alors d'abolir la peine de mort pour blasphème et de limiter la peine d’emprisonnement à un maximum de dix ans, mais cette mesure n'est pas soutenue par son parti. Elle bénéficie depuis d'une protection policière.
Par ailleurs, elle est présidente de l'Institut Jinnah, proche des positions tenues par la puissante armée pakistanaise.
Le 6 novembre 2018, Sherry Rehman fait partie d'un groupe de sénateurs du PPP qui critique le gouvernement d'Imran Khan pour son manque de fermeté envers les islamistes du Tehreek-e-Labbaik Pakistan, lesquels protestent contre l'acquittement de la chrétienne Asia Bibi par la Cour suprême. Pour la sénatrice, l'autorité de l’État n'a jamais été autant remise en question que lors de cette crise.